# 1772 en science
| Années de la science : 1769 - 1770 - 1771 - 1772 - 1773 - 1774 - 1775    |
| Décennies de la science : 1740 - 1750 - 1760 - 1770 - 1780 - 1790 - 1800 |

Cet article présente les faits marquants de l'année 1772 en science.

## Événements
- 4 juin : Joseph Priestley (1733-1804) isole dans sa cuve à mercure[1] le dioxyde d'azote, qu'il appelle air nitreux. La même année il isole l’acide chlorhydrique à l'état de gaz[2], puis le protoxyde d'azote en 1773[3].

Instruments scientifiques utilisé par Lavoisier dans l'étude des réactions chimiques dans la combustion de substances. 1789.

- 20 octobre : premières expériences de Lavoisier sur la combustion. Il constate l'augmentation de poids du phosphore au terme de sa calcination et sa transformation en acide phosphorique. Il renouvelle l'expérience pour le soufre puis fait la réduction de la litharge qui chauffée se transforme de nouveau en plomb en diminuant de poids et libérant du gaz. Il découvre que l'augmentation considérable du poids vient de l'air qui se fixe pendant la combustion. Il consigne sa découverte dans un pli cacheté déposé le 1er novembre à l'Académie des sciences. Elle contredit la théorie phlogistique et signe l'acte de naissance de la chimie moderne[4].
- 21 et 28 octobre : la revue « Affiches, Annonces et Avis divers » décrit la voiture volante conçue par l'abbé Desforges, chanoine de la Collégiale Sainte-Croix d’Étampes et la relation de sa première expérience de vol. Sa tentative échoue et n'est pas renouvelée[5].

- Le Britannique Daniel Rutherford isole l'« air méphitique », nommé azote par Lavoisier dans son Traité élémentaire de chimie[6].
- Le mathématicien mulhousien Jean-Henri Lambert publie les bases mathématiques d'une projection conique conforme. Cette projection cartographique conserve les angles au détriment des surfaces. Elle est adoptée par l'armée, étant plus commode pour les tirs d'artillerie[7].
- Leonhard Euler prouve la primalité du  nombre 2 147 483 647, le huitième nombre premier de Mersenne égal à 231 – 1 dans une lettre écrite à Daniel Bernoulli[8].
- L’ingénieur écossais Andrew Meikle invente des ailes à ressorts pour les moulins à vent[9].
- Le mécanicien britannique I. Potter installe à Nová Baňa (Slovaquie) une machine à vapeur atmosphérique à simple effet pour pomper l’eau de la mine[10].

## Publications
- Johann Elert Bode : Deutliche Anleitung zur Kenntniß des gestirnten Himmels dans lequel est énoncée la loi de Titius-Bode en astronomie .
- Nicolas de Condorcet : Recherches de calcul intégral.
- Guibert : Essai de tactique générale et Défense du système de guerre moderne ; l’armée est fractionnée en divisions mêlant les armes et les services, qui forment des unités indépendantes. La division se déplace en colonne, se déploie pour le combat en ligne, et se reforme en colonne pour l’assaut final.
- Louis-Bernard Guyton-Morveau : Défense de la volatilité du phlogistique. Il confirme que le poids des métaux augmente quand ils sont calcinés à l'air libre[11].
- William Hamilton : Observations on Mount Vesuvius, Mount Etna, and Other Volcano's in a series of letters addressed to the Royal Society from the Honorable Sir William Hamilton.
- Joseph-Louis Lagrange : Essai sur le Problème des trois corps, Prix de l'Académie Royale des Sciences de Paris, tome IX, 1772. Il décrit une solution pour un cas particulier connu sous le nom de point de Lagrange[12].
- Joseph Priestley : The History and Present State of Discoveries Relating to Vision, Light and Colours (L'Histoire et l'état actuel des découvertes relatives à la vision, à la lumière et aux couleurs), Londres, une histoire de l'optique.
- Carlo Barletti, Physica specimina, Milan, Giuseppe Galeazzi.

## Prix
- Médailles de la Royal Society
  - Médaille Copley : Joseph Priestley, pour des expériences sur différentes sortes d'air (gaz).

## Naissances

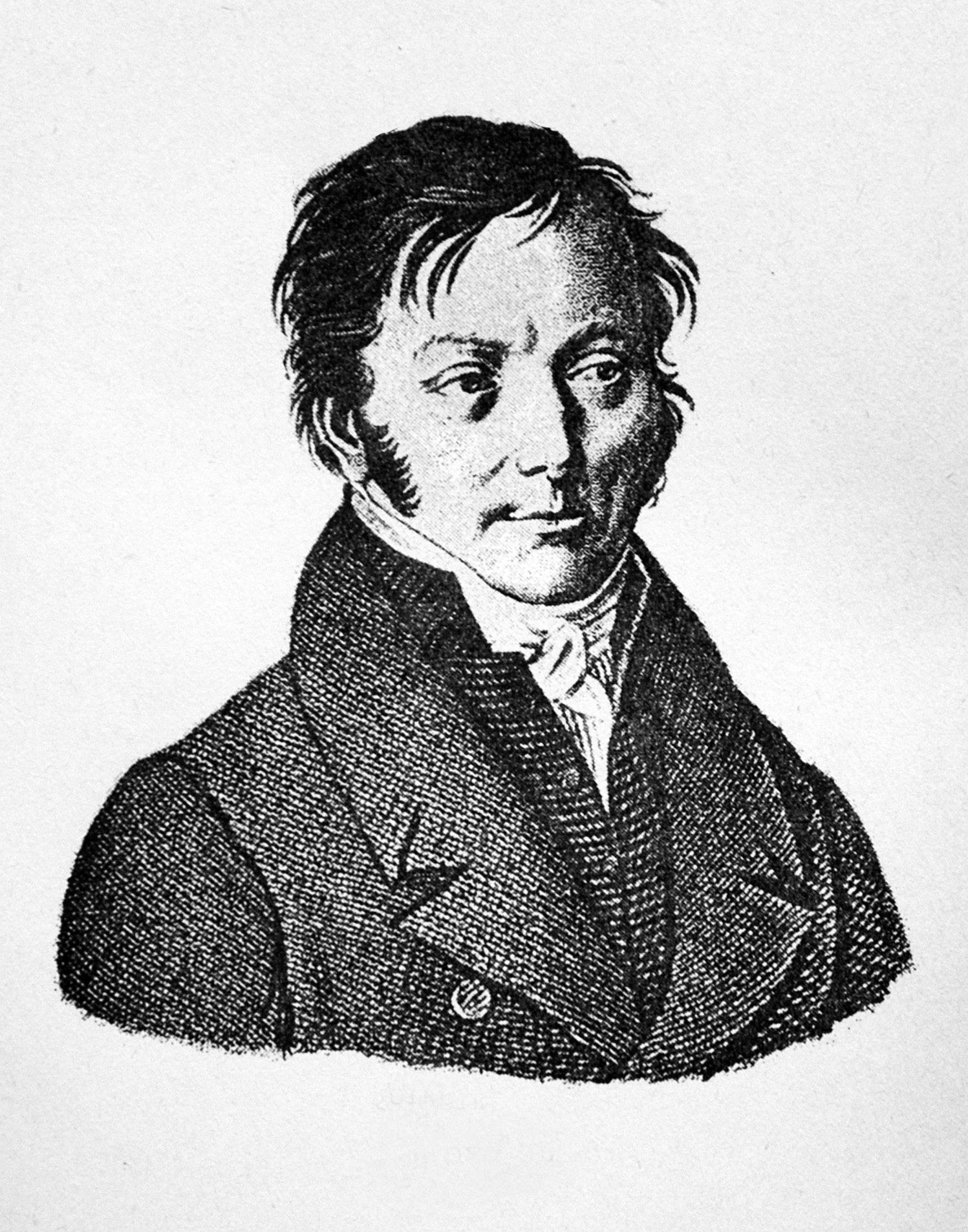
Jean-Étienne Esquirol

- 4 janvier : Jean-Étienne Esquirol (mort en 1840), psychiatre français.
- 30 janvier : Godfrey Higgins (mort en 1833), archéologue britannique.
- 29 février : Joseph-Marie de Gérando (mort en 1842), linguiste, pédagogue et philanthrope français.
- 15 avril : Étienne Geoffroy Saint-Hilaire (mort en 1844), naturaliste français.
- 5 mai : Jan Frederik van Beeck Calkoen (mort en 1811), astronome et mathématicien néerlandais.
- 12 mai : Heinrich Menu von Minutoli (mort en 1846), général et explorateur prussien.
- 6 août : André Brochant de Villiers (mort en 1840), géologue et minéralogiste français.
- 14 décembre : François Broussais (mort en 1838), médecin et chirurgien français.

## Décès
- 22 mars : John Canton (né en 1718), physicien anglais.
- 1er mai : Gottfried Achenwall (né en 1719), économiste allemand considéré comme un des inventeurs de la statistique.
- 18 juin : Gerard van Swieten (né en 1700), médecin autrichien. Il améliora le traitement des maladies vénériennes.
- 19 juillet : Anders Nordencrantz (sv) (né en 1697), économiste suédois.
- 31 août : William Borlase (né en 1696), antiquaire, géologue et naturaliste anglais.
- 30 septembre : James Brindley (né en 1716), ingénieur anglais, constructeur de canal.